# Indaka
Indaka (officieel Indaka Local Municipality) is een gemeente in het Zuid-Afrikaanse district Uthukela.
Indaka ligt in de provincie KwaZoeloe-Natal en telt 103.116 inwoners.

## Hoofdplaatsen
Het nationaal instituut voor de statistiek, Stats SA, deelt sinds de census 2011 deze gemeente in in 40 zogenaamde hoofdplaatsen (main place):
Dalakosi • Dival • Doornkraal • Ecancane • Ekuvukeni • Entabeni • Ezihlabathini • Glencoe • Gominakadani • Hwebede • Imbangi • Indaka • Indaka NU • Ingedlengedle • Ingwe • Kliprivier • Mabaso • Madlala • Mchunu • Mhlumlayo • Mhlwazi • Mjinti • Mthembu • Mziyanke • Namakazi • Ndaka • Niekerskraal • Nkangala • Nxumalo • Oqungweni • Pearl • Sgweje • Tenten's Kraal • Uitvlugt • Umhlumayo • Vaalkop • Vreemdeburg • Waayhoek • Zamokuhle • Zondagsrivierspoort.